# Juan Bautista Martínez Beneyto
Juan Bautista Martínez Beneyto es un profesor de dibujo y reconocido pintor.

## Biografía

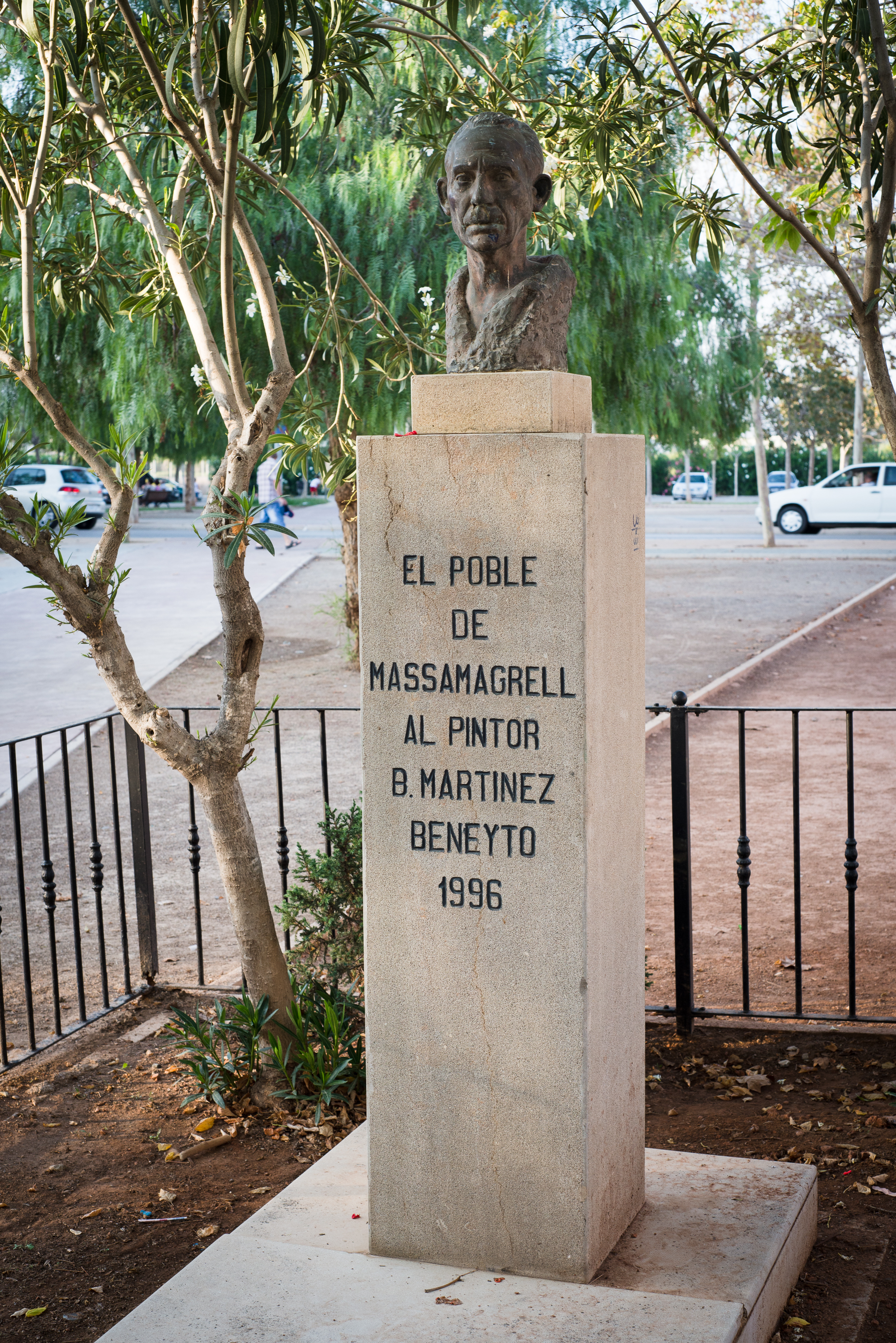
Busto en homenaje al pintor en la Plaza Martínez Beneyto.

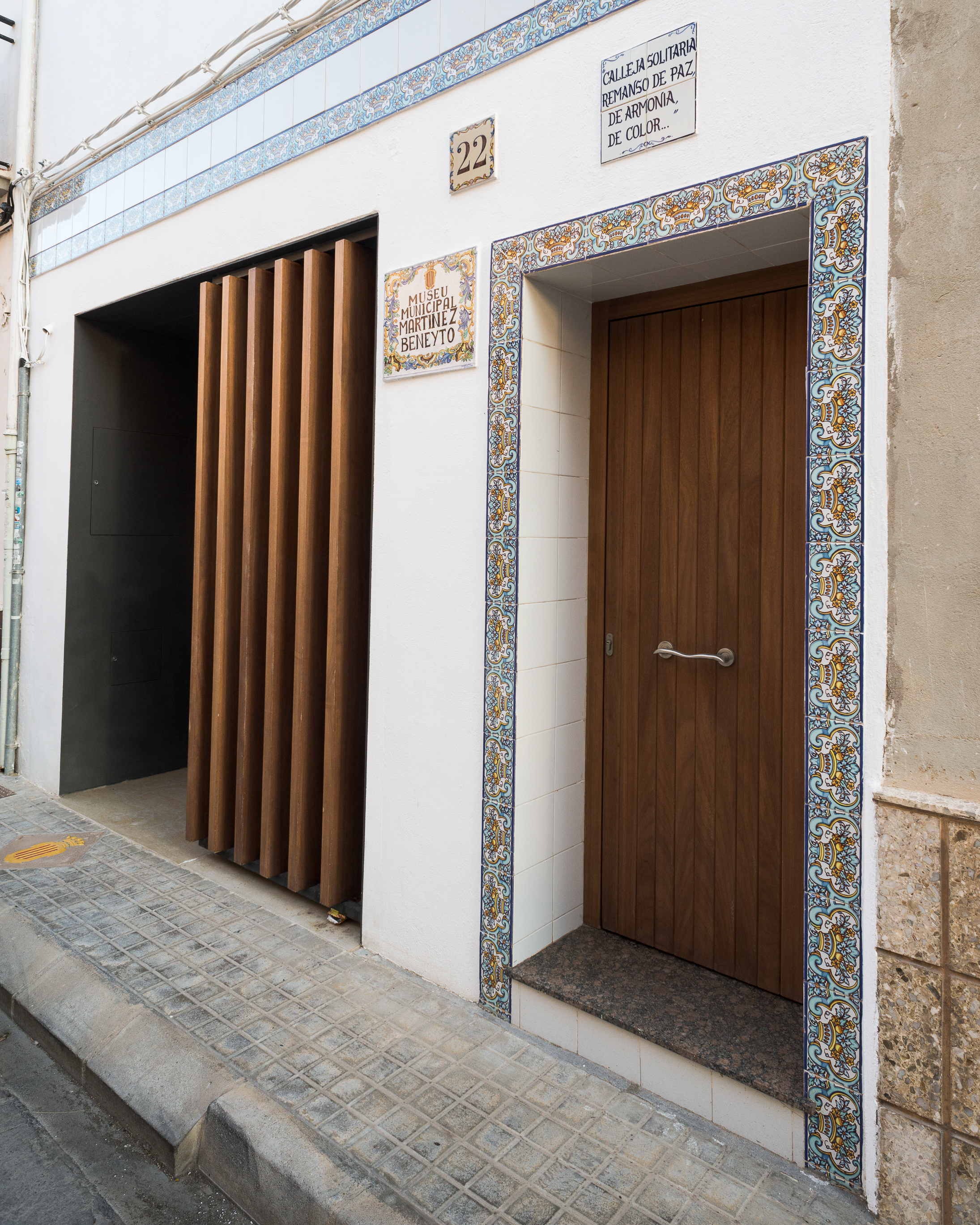
Casa Museo en la calle del Rosario.

Nacido en Masamagrell el 29 de mayo de 1922, desde niño demostró destreza y habilidad pictórica. Ingresó en la Escuela de Artes y Oficios Artísticos de Valencia en 1934.
Al terminar la guerra civil pasó a la Real Academia de Bellas Artes de San Carlos en la misma ciudad. Al mismo tiempo que estudiaba participaba en la exposiciones colectivas que organizaba el S.E.U, Consiguiendo valiosos premios. 
Expuso por primera vez en Valencia en la Asociación de Prensa del año 1947, y en ella figuraban paisajes, figuras y retratos.
En noviembre de 1948 expuso en la sala Kebos, de Madrid.
En 1950 remitió a la Exposición Nacional del cuadro "Recordando la Venta", con el que obtuvo un gran éxito.
Vuelve a exponer en Valencia en la sala Braulio en 1951.
Entre los años 1954 y 1956 permanece como profesor de dibujo auxiliar en la Escuela de Artes y Oficios Artísticos de Valencia.
En 1955 tomó parte en la Exposición Nacional con el cuadro titulado "Cabeza de estudio". Luego desempeñó el cargo de profesor de dibujo en el Instituto Laboral de Cée (La Coruña) entre los años 1956 y 1958 y en el Instituto Laboral Calvo Sotelo de Villagarcía de Arosa (Pontevedra) en los años 1959 y 1960.
Desde 1960 desempeña el cargo profesor de dibujo en el Instituto Nacional de Villarrobledo (Albacete).
En 1996 recibe un gran homenaje en su población natal, donde se ubicó un busto suyo en la Plaza a la que también se dio su nombre.
En julio de 2009, fue galardonado con la distinción "Vila de Massamagrell" por su gran carrera en las artes plásticas, ese mismo año dono su estudio con toda la documentación y las obras pictóricas que contenía al Consistorio y que el Ayuntamiento rehabilitó para convertir en el Museo Municipal Martínez Beneyto, que fue inaugurado en diciembre de 2010 por el Alcalde, Miguel Bailach.
Muere el 31 de agosto de 2013 a la edad de 92 años.